# Roy Price
Roy Price (nacido en 1967) es un ejecutivo de entretenimiento estadounidense y expresidente de la división de desarrollo de medios de Amazon, Amazon Studios.

## Familia y educación
Se ha descrito que Price es de la «realeza de Hollywood». El padre de Price, Frank Price, fue editor de historias y escritor para CBS-TV (1951-53) y editor de historias en Columbia Pictures (1953-57). Frank Price ocupó varios cargos ejecutivos en Hollywood, incluido el de Universal TV en la década de 1970; Presidente, y más tarde Presidente y Director Ejecutivo, de Columbia Pictures; y Presidente de Universal Studios. Su madre, Katherine Crawford, fue una actriz.
Price se graduó de Phillips Academy y de la Universidad de Harvard y luego asistió a Gould School of Law.

## Carrera
Price trabajó para Disney de 1993 a 2000 como vicepresidente de series animadas. Price se unió a Amazon en 2004. Lanzó Amazon Video en 2008 y Amazon Studios en 2010.
La carrera de Price ha sido descrita como «irreverente, traviesa, juguetona e infinitamente más audaz que la mayoría de los ejecutivos de Hollywood».
El 17 de octubre de 2017, renunció a su puesto en Amazon a raíz de las acusaciones de conducta sexual inapropiada.

## Alegaciones de acoso sexual
En octubre de 2017, la productora de The Man in the High Castle y Philip K. Dick's Electric Dreams, Isa Dick Hackett, le dijo a The Hollywood Reporter que Price la acosó sexualmente en 2015 y que no había actuado cuando la actriz Rose McGowan le dijo que fue agredida sexualmente por el productor Harvey Weinstein. EL sitio web The Information había publicado previamente, el 25 de agosto, un informe que revelaba que Amazon había investigado una queja de acoso sexual de Hackett. Después de la publicación de The Hollywood Reporter de las acusaciones de Hackett, Amazon suspendió indefinidamente a Price de la compañía.
El 16 de octubre de 2017, la prometida de Price, Lila Feinberg, anunció que cancelaría su boda. Según informes, su vestido fue diseñado por Georgina Chapman, la esposa de Harvey Weinstein, quien también ha estado involucrado en acusaciones de acoso sexual.